# Sparkær-Gammelstrup Pastorat
Sparkær-Gammelstrup Pastorat er et pastorat i Viborg Domprovsti. Pastoratet ligger i Fjends Herred. 

## Kommuner
Pastoratets sogne blev en del af Viborg Kommune i 2007. Fra 1970 til 2006 var sognene en del af Fjends Kommune. Fra 1842 til 1970 var Sparkær en del af Tårup–Kvols–Nørre Borris Sognekommune, mens Gammelstrup hørte til Kobberup-Feldingbjerg-Gammelstrup Sognekommune. 

## Sogne
Der er to sogne i pastoratet:
- Gammelstrup Sogn
- Sparkær Sogn (tidligere Borris Sogn eller Nørre Boiris Sogn)

## Kirker
Der er to kirker i pastoratet:
- Gammelstrup Kirke
- Sparkær Kirke (afløste den gamle Borris Kirke i 1905)